# 范熙亮

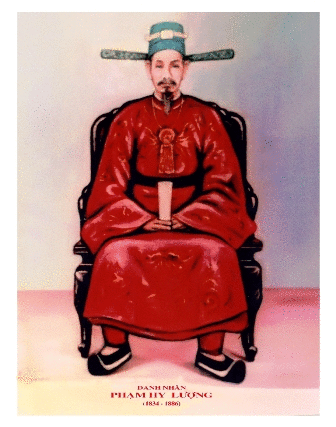
范熙亮

范熙亮（越南语：／；1834年—1886年），字晦叔（越南语：／），越南阮朝官員。

## 生平
范熙亮是河內省懷德府壽昌縣永昌總南魚村（今屬河內市還劍郡南門坊南魚街）人，明命十五年（1834年）出生。嗣德十一年（1858年），參加河內場鄉試，考中舉人。嗣德十五年（1862年），考中副榜。
范熙亮初授翰林院檢討，充任集賢院起名注，後任安勇知縣。嗣德二十年（1867年），召還，改為戶部員外郎，升戶部郎中。嗣德二十三年（1870年），升授光祿寺少卿，辦理刑部事務。同年冬，充任如清乙副使，出使清朝。回國後升光祿寺卿，仍辦理刑部事務。嗣德二十六年（1873年），出領乂安布政使。當時北圻動亂，乂安有民眾響應，范熙亮因未能壓制而被奪職，發往三宣軍次效力，權充幫辦。不久代理軍次贊襄，但隨即因病回鄉治療。
嗣德三十六年（1883年），范熙亮起復，權領寧平按察使，不久又權領巡撫。建福元年（1884年），再度因病去職。
同慶元年（1886年），范熙亮因病去世，壽五十三歲。成泰九年（1897年），追復光祿寺卿一職。

## 作品
范熙亮著有《溟雛集》（又作《北溟雛羽偶錄》），出使中國時由江南袁瓚作序。